# El Khroub
El Khroub (em árabe: الخروب) é uma cidade e comuna localizada na província de Constantina, Argélia. Segundo o censo de 2008, a população total da cidade era de 179 033 habitantes.